# MTV Base
MTV Base war ein digitaler Pay-TV-Musiksender aus Großbritannien mit Fokus auf Musikrichtungen wie Rap, Hip-Hop, R'n'B oder Reggae. Zudem wurden vereinzelt auch Reality-Formate des Muttersenders MTV One ausgestrahlt, die für die Zielgruppe relevant sein dürften, wie etwa Pimp My Ride.
Sendestart war am 1. Juli 1999. Bis zum 7. März 2008 war der Sender auch in Deutschland über das MTV Tune Inn-Paket zu empfangen, ehe der Programmplatz von MTV Dance übernommen wurde. Neben der englischen Version existiert seit Februar 2005 eine Version für Subsahara-Afrika, die als einziges afrikanisches MTV-Programm auch andere Musikrichtungen wie etwa Rock in die Playlisten aufnimmt. Zudem bestand vom 21. Dezember 2007 bis 17. November 2015 eine französische Version, die den heimischen Musikmarkt bediente. MTV Base war bis Sendeschluss nur noch in HD empfangbar.
Am 31. März 2022 wurde MTV Base durch MTV 90s ersetzt.

## Senderlogos

Zweites Logo
Ehemaliges Logo
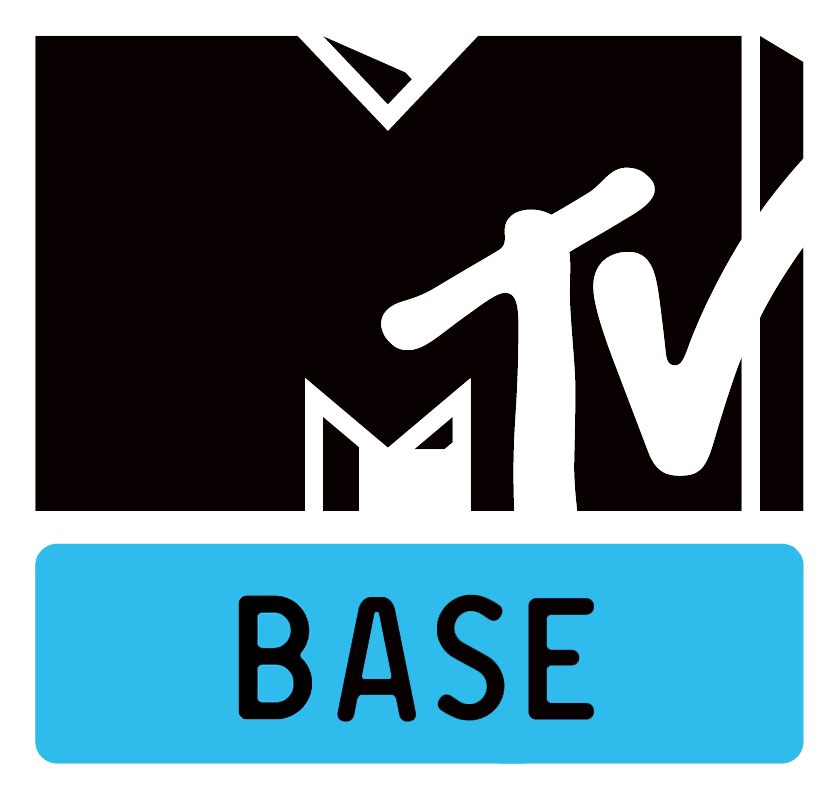
Logo bis September 2013
Logo bis April 2017
Logo bis 2021